# 中平乡
中平乡，是中华人民共和国重庆市秀山土家族苗族自治县下辖的一个乡镇级行政单位。

## 行政区划
中平乡下辖以下地区：
中坪村、茶园村、中寨村、八排村、贵落村和地岑村。